# WTA Finals 2015

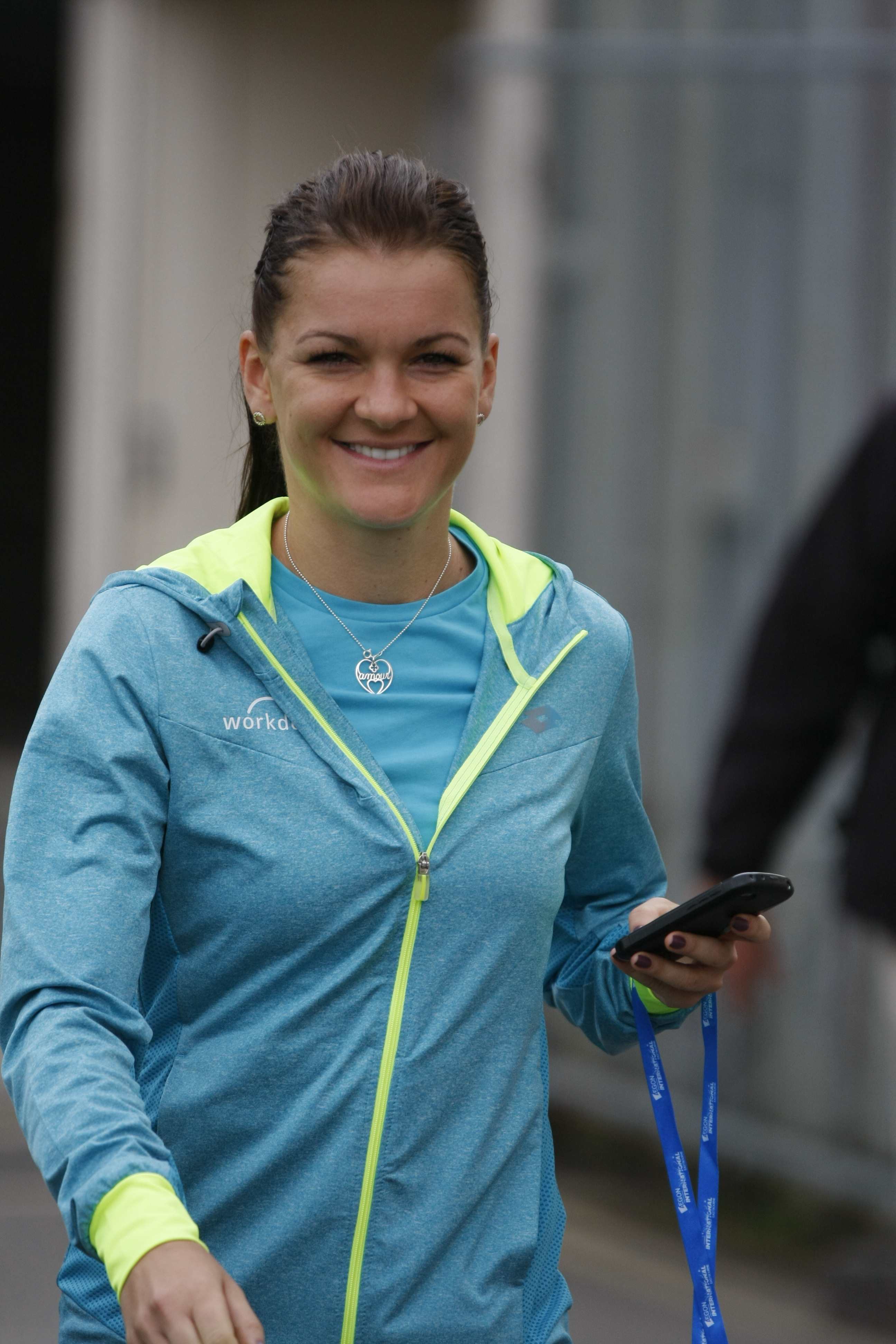
Winnares in het enkelspel, Agnieszka Radwańska

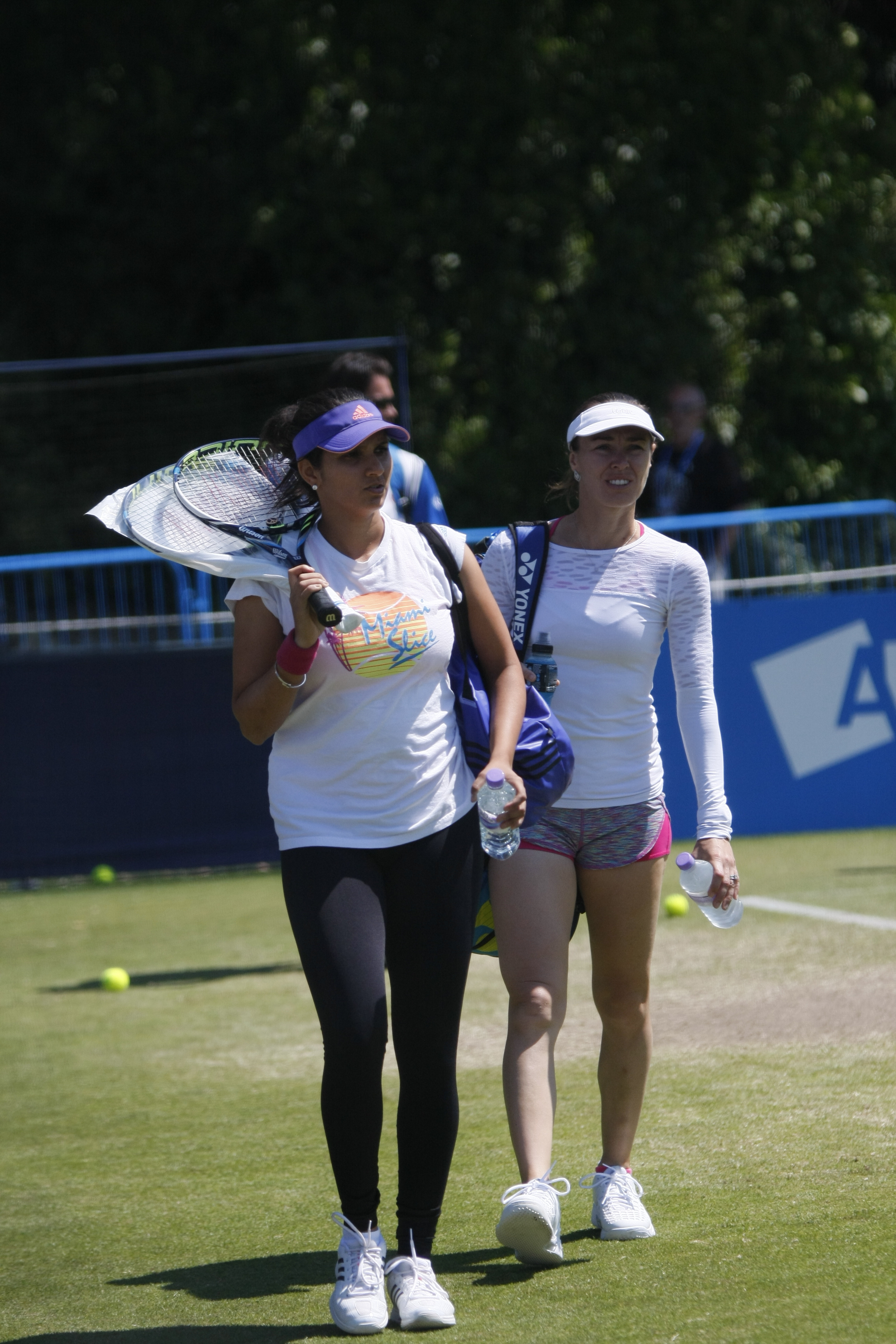
Winnaressen in het dubbelspel, Sania Mirza (li) en Martina Hingis

Het eindejaarstoernooi WTA Finals van 2015 werd gespeeld van 22 oktober tot en met 1 november 2015. Het tennistoernooi vond plaats in de stadstaat Singapore. Het was de 45e editie van het toernooi, voor de tweede keer in Singapore. Er werd gespeeld op hardcourt-binnenbanen in het Singapore Indoor Stadium.
Net als vorig jaar werd het enkelspeltoernooi gespeeld met acht deelnemers, en het dubbelspeltoernooi met acht koppels. Vergeleken met vorig jaar werd het dubbelspeltoernooi verlengd: in plaats van een reguliere eerste ronde met afvalwedstrijden werd een groepsfase gespeeld. De volgende dames namen zowel aan het enkel- als aan het dubbelspeltoernooi mee: Garbiñe Muguruza en Lucie Šafářová – dubbelspeelster Carla Suárez Navarro was daarnaast reserve voor het enkelspel.
De aanvangsdatum was nogmaals een dag vervroegd: zondag in plaats van maandag. Daaraan voorafgaand werd het Rising Stars Invitational-toernooi gespeeld, waarin vier veelbelovende speelsters de strijd aanbonden om een eigen titel.
Verdere evenementen die aan het totaalpakket werden toegevoegd:
- Future Stars: een competitie voor meisjes onder 14 jaar plus een competitie voor meisjes onder 16 jaar.
- Legends Classic: een competitie tussen Martina Navrátilová, Arantxa Sánchez Vicario, Tracy Austin en Marion Bartoli.

De WTA Finals van 2015 trok meer dan 130.000 toeschouwers.

## Samenvatting
Enkelspel
Titelhoudster Serena Williams had sinds haar verlies op het US Open nog niet kunnen besluiten om haar beroepsloopbaan weer voort te zetten, en nam zelfs aan dit eindejaarskampioenschap niet deel.
De als eerste geplaatste Roemeense Simona Halep bleef steken in de groepsfase. De grootste kanshebsters van de halve finales, Garbiñe Muguruza (tweede reekshoofd) en Maria Sjarapova (derde reekshoofd), maakten de verwachtingen niet waar.
Het vijfde reekshoofd, Agnieszka Radwańska uit Polen, won het toernooi. Zij versloeg in de finale de als vierde geplaatste Tsjechische Petra Kvitová in drie sets. Radwańska wist voor het eerst in haar carrière het eindejaarstoernooi op haar naam te schrijven, nadat zij bij zes eerdere deelnames nooit de finale haalde. Het was haar zeventiende WTA-titel, de derde van 2015. Radwańska was de eerste speelster sinds de introductie van de groepswedstrijden (2003) die na twee verloren partijen toch met de titel naar huis ging.
Dubbelspel
Van de titelhoudsters Cara Black en Sania Mirza had de eerste zich niet voor deze editie van het toernooi ingeschreven. Mirza speelde samen met Martina Hingis – dit team was als eerste geplaatst, en bereikte de finale (hun tiende dubbelspelfinale sinds het begin van hun samenwerking). In de eindstrijd wisten zij met weinig moeite (6–0, 6–3) af te rekenen met het als achtste geplaatste Spaanse koppel Garbiñe Muguruza / Carla Suárez Navarro.
Rising Stars Invitational
In de eindstrijd op zondag 25 oktober 2015 zegevierde Naomi Osaka (Japan), die trouwens slechts één groepswedstrijd had gewonnen, over de Française Caroline Garcia, die in de groepsfase nog al haar partijen had gewonnen, inclusief die tegen Naomi Osaka.
Legends Classic
Vanwege haar hoogste aantal gewonnen games werd Martina Navrátilová uitgeroepen tot winnares.

## Enkelspel
Dit toernooi werd gespeeld van zondag 25 oktober tot en met zondag 1 november 2015, met de groepsfase dit jaar voor het eerst uitgespreid over zes dagen (25–30 oktober), de halve finales op 31 oktober en de finale op 1 november.

### Deelnemende speelsters
| Nr. | Speelster           | WTA-rank | Groep† | Resultaat    | Verloor van          |
| --- | ------------------- | -------- | ------ | ------------ | -------------------- |
| 1.  | Simona Halep        | 2        | rood   | groepsfase   | Sjarapova, Radwańska |
| 2.  | Garbiñe Muguruza    | 3        | wit    | halve finale | Agnieszka Radwańska  |
| 3.  | Maria Sjarapova     | 4        | rood   | halve finale | Petra Kvitová        |
| 4.  | Petra Kvitová       | 5        | wit    | finale       | Agnieszka Radwańska  |
| 5.  | Agnieszka Radwańska | 6        | rood   | winnares     | winnares             |
| 6.  | Angelique Kerber    | 7        | wit    | groepsfase   | Muguruza, Šafářová   |
| 7.  | Flavia Pennetta     | 8        | rood   | groepsfase   | Halep, Sjarapova     |
| 8.  | Lucie Šafářová      | 9        | wit    | groepsfase   | Muguruza, Kvitová    |

Twee speelsters namen nooit eerder deel aan de WTA Tour Championships: Garbiñe Muguruza en Lucie Šafářová.
Flavia Pennetta speelde eerder alleen in het dubbelspel.
Op de reservebank zaten Venus Williams en Carla Suárez Navarro. Zij hoefden niet in actie te komen.

### Prijzengeld en WTA-punten
| Resultaat              | Prijzengeld      | WTA-punten |
| ---------------------- | ---------------- | ---------- |
| winnares               | R1 + $ 1.750.000 | R1 + 810   |
| finale                 | R1 + $ 590.000   | R1 + 360   |
| halve finale           | R1 + $ 40.000    | R1         |
| eerste ronde (3 zeges) | $ 610.000        | 690        |
| eerste ronde (2 zeges) | $ 457.000        | 530        |
| eerste ronde (1 zege)  | $ 304.000        | 370        |
| eerste ronde (0 zeges) | $ 151.000        | 210        |

- R1 = de opbrengst van de eerste ronde (groepswedstrijden).
- Een foutloos parcours zou de winnares $ 2.360.000 en 1500 punten opgeleverd hebben.

### Halve finale en finale
|  | Halve finale | Halve finale        | Halve finale        | Halve finale | Halve finale |   |                  | Finale | Finale | Finale | Finale | Finale |
|  |              |                     |                     |              |              |   |                  |        |        |        |        |        |
|  | 3            | Maria Sjarapova     | 3                   | 63           |              |   |                  |        |        |        |        |        |
|  | 4            | Petra Kvitová       | 6                   | 7            |              |   |                  |        |        |        |        |        |
|  | 4            | Petra Kvitová       | 6                   | 7            |              | 4 | Petra Kvitová    | 2      | 6      | 3      |        |        |
|  |              |                     |                     |              |              | 4 | Petra Kvitová    | 2      | 6      | 3      |        |        |
|  |              | 5                   | Agnieszka Radwańska | 6            | 4            | 6 |                  |        |        |        |        |        |
|  | 2            | 5                   | Agnieszka Radwańska | 6            | 4            | 6 | Garbiñe Muguruza | 7      | 3      | 5      |        |        |
|  | 2            |                     |                     |              |              |   | Garbiñe Muguruza | 7      | 3      | 5      |        |        |
|  | 5            | Agnieszka Radwańska | 65                  | 6            | 7            |   |                  |        |        |        |        |        |

| Legenda | Legenda                  |
| ------- | ------------------------ |
| Q       | Qualifier                |
| WC      | Deelname via wildcard    |
| LL      | Lucky Loser              |
| r       | Opgave / trok zich terug |
| w/o     | Walk-over                |
| Alt     | Alternate                |
| SE      | Special Exempt           |
| PR      | Protected Ranking        |
| d       | Diskwalificatie          |

### Groepswedstrijden

#### Rode groep

##### Resultaten
| wedstrijd               | wedstrijd | wedstrijd               | score         |
| Simona Halep (1)        | –         | Flavia Pennetta (7)     | 6-0, 6-3      |
| Maria Sjarapova (3)     | –         | Agnieszka Radwańska (5) | 4-6, 6-3, 6-4 |
| Maria Sjarapova (3)     | –         | Simona Halep (1)        | 6-4, 6-4      |
| Flavia Pennetta (7)     | –         | Agnieszka Radwańska (5) | 7-6, 6-4      |
| Agnieszka Radwańska (5) | –         | Simona Halep (1)        | 7-6, 6-1      |
| Maria Sjarapova (3)     | –         | Flavia Pennetta (7)     | 7-5, 6-1      |

##### Klassement
| nr. | speelster               | partijen w-v | sets w-v | games w-v |
| 1.  | Maria Sjarapova (3)     | 3-0          | 6-1      | 41-27     |
| 2.  | Agnieszka Radwańska (5) | 1-2          | 3-4      | 36-36     |
| 3.  | Simona Halep (1)        | 1-2          | 2-4      | 27-28     |
| 4.  | Flavia Pennetta (7)     | 1-2          | 2-4      | 22-35     |

#### Witte groep

##### Resultaten
| wedstrijd            | wedstrijd | wedstrijd            | score         |
| Garbiñe Muguruza (2) | –         | Lucie Šafářová (8)   | 6-3, 7-6      |
| Angelique Kerber (6) | –         | Petra Kvitová (4)    | 6-2, 7-6      |
| Garbiñe Muguruza (2) | –         | Angelique Kerber (6) | 6-4, 6-4      |
| Petra Kvitová (4)    | –         | Lucie Šafářová (8)   | 7-5, 7-5      |
| Garbiñe Muguruza (2) | –         | Petra Kvitová (4)    | 6-4, 4-6, 7-5 |
| Lucie Šafářová (8)   | –         | Angelique Kerber (6) | 6-4, 6-3      |

##### Klassement
| nr. | speelster            | partijen w-v | sets w-v | games w-v |
| 1.  | Garbiñe Muguruza (2) | 3-0          | 6-1      | 42-32     |
| 2.  | Petra Kvitová (4)    | 1-2          | 3-4      | 37-40     |
| 3.  | Lucie Šafářová (8)   | 1-2          | 2-4      | 31-34     |
| 4.  | Angelique Kerber (6) | 1-2          | 2-4      | 28-32     |

## Dubbelspel
Groepswedstrijden op 25–30 oktober, halve finales op zaterdag 31 oktober; finale op zondag 1 november 2015.

### Deelnemende teams
| Nr. | Team                                  | WTA-rank | Groep | Resultaat    | Verloren van                          |
| --- | ------------------------------------- | -------- | ----- | ------------ | ------------------------------------- |
| 1.  | Martina Hingis Sania Mirza            | 3        | rood  | winnaressen  | winnaressen                           |
| 2.  | Bethanie Mattek-Sands Lucie Šafářová  | 7        | wit   | groepsfase   | Chan/Chan, Garcia/Srebotnik           |
| 3.  | Chan Hao-ching Chan Yung-jan          | 21       | wit   | halve finale | Martina Hingis Sania Mirza            |
| 4.  | Tímea Babos Kristina Mladenovic       | 21       | rood  | groepsfase   | Hlaváčková/Hradecká, Hingis/Mirza     |
| 5.  | Caroline Garcia Katarina Srebotnik    | 28       | wit   | groepsfase   | Chan/Chan, Muguruza/Suárez Navarro    |
| 6.  | Raquel Kops-Jones Abigail Spears      | 28       | rood  | groepsfase   | Hingis/Mirza, Babos/Mladenovic        |
| 7.  | Andrea Hlaváčková Lucie Hradecká      | 39       | rood  | halve finale | Garbiñe Muguruza Carla Suárez Navarro |
| 8.  | Garbiñe Muguruza Carla Suárez Navarro | 39       | wit   | finale       | Martina Hingis Sania Mirza            |

Op de reservebank zaten Alla Koedrjavtseva en Anastasija Pavljoetsjenkova.
Zij hoefden niet in actie te komen.

### Prijzengeld en WTA-punten
| Resultaat              | Prijzengeld (per team) | WTA- punten |
| ---------------------- | ---------------------- | ----------- |
| winnaressen            | R1 + $ 350.000         | 1500        |
| finale                 | R1 + $ 110.000         | 1050        |
| halve finale           | R1 + $ 7.500           | 690         |
| eerste ronde (3 zeges) | $ 150.000              | 690         |
| eerste ronde (2 zeges) | $ 125.000              | 530         |
| eerste ronde (1 zege)  | $ 100.000              | 370         |
| eerste ronde (0 zeges) | $ 75.000               | 210         |

- R1 = de opbrengst van de eerste ronde
(groepswedstrijden).
- Hun foutloos parcours leverde het winnende
koppel $ 500.000 en 1500 punten op.

### Halve finale en finale
|  | Halve finale | Halve finale                     | Halve finale                          | Halve finale | Halve finale |                                       |                            | Finale | Finale | Finale | Finale | Finale |
|  |              |                                  |                                       |              |              |                                       |                            |        |        |        |        |        |
|  | 1            | Martina Hingis Sania Mirza       | 6                                     | 6            |              |                                       |                            |        |        |        |        |        |
|  | 3            | Chan Hao-ching Chan Yung-jan     | 4                                     | 2            |              |                                       |                            |        |        |        |        |        |
|  | 3            | Chan Hao-ching Chan Yung-jan     | 4                                     | 2            |              | 1                                     | Martina Hingis Sania Mirza | 6      | 6      |        |        |        |
|  |              |                                  |                                       |              |              | 1                                     | Martina Hingis Sania Mirza | 6      | 6      |        |        |        |
|  |              | 8                                | Garbiñe Muguruza Carla Suárez Navarro | 0            | 3            |                                       |                            |        |        |        |        |        |
|  | 8            | 8                                | Garbiñe Muguruza Carla Suárez Navarro | 0            | 3            | Garbiñe Muguruza Carla Suárez Navarro | 7                          | 6      |        |        |        |        |
|  | 8            |                                  |                                       |              |              | Garbiñe Muguruza Carla Suárez Navarro | 7                          | 6      |        |        |        |        |
|  | 7            | Andrea Hlaváčková Lucie Hradecká | 6                                     | 0            |              |                                       |                            |        |        |        |        |        |

| Legenda | Legenda                  |
| ------- | ------------------------ |
| Q       | Qualifier                |
| WC      | Deelname via wildcard    |
| LL      | Lucky Loser              |
| r       | Opgave / trok zich terug |
| w/o     | Walk-over                |
| Alt     | Alternate                |
| SE      | Special Exempt           |
| PR      | Protected Ranking        |
| d       | Diskwalificatie          |

### Groepswedstrijden

#### Rode groep

##### Resultaten
| wedstrijd                            | wedstrijd | wedstrijd                            | score            |
| Andrea Hlaváčková Lucie Hradecká (7) | –         | Tímea Babos Kristina Mladenovic (4)  | 6-2, 6-1         |
| Martina Hingis Sania Mirza (1)       | –         | Raquel Kops-Jones Abigail Spears (6) | 6-4, 6-2         |
| Tímea Babos Kristina Mladenovic (4)  | –         | Raquel Kops-Jones Abigail Spears (6) | 7-6, 6-2         |
| Martina Hingis Sania Mirza (1)       | –         | Andrea Hlaváčková Lucie Hradecká (7) | 6-3, 6-4         |
| Martina Hingis Sania Mirza (1)       | –         | Tímea Babos Kristina Mladenovic (4)  | 6-4, 7-5         |
| Raquel Kops-Jones Abigail Spears (6) | –         | Andrea Hlaváčková Lucie Hradecká (7) | 6-3, 3-6, [11-9] |

##### Klassement
| nr. | team                                 | partijen w-v | sets w-v | games w-v |
| 1.  | Martina Hingis Sania Mirza (1)       | 3-0          | 6-0      | 37-22     |
| 2.  | Andrea Hlaváčková Lucie Hradecká (7) | 1-2          | 3-4      | 28-25     |
| 3.  | Tímea Babos Kristina Mladenovic (4)  | 1-2          | 2-4      | 25-33     |
| 4.  | Raquel Kops-Jones Abigail Spears (6) | 1-2          | 2-5      | 24-34     |

#### Witte groep

##### Resultaten
| wedstrijd                                 | wedstrijd | wedstrijd                                 | score          |
| Bethanie Mattek-Sands Lucie Šafářová (2)  | –         | Garbiñe Muguruza Carla Suárez Navarro (8) | 6-3, 7-6       |
| Chan Hao-ching Chan Yung-jan (3)          | –         | Caroline Garcia Katarina Srebotnik (5)    | 6-4, 7-6       |
| Chan Hao-ching Chan Yung-jan (3)          | –         | Bethanie Mattek-Sands Lucie Šafářová (2)  | 6-2, 6-2       |
| Garbiñe Muguruza Carla Suárez Navarro (8) | –         | Caroline Garcia Katarina Srebotnik (5)    | 7-5, 6-2       |
| Caroline Garcia Katarina Srebotnik (5)    | –         | Bethanie Mattek-Sands Lucie Šafářová (2)  | 6-2, 3-0, opg. |
| Garbiñe Muguruza Carla Suárez Navarro (8) | –         | Chan Hao-ching Chan Yung-jan (3)          | 7-5, 6-4       |

##### Klassement
| nr. | team                                      | partijen w-v | sets w-v | games w-v |
| 1.  | Garbiñe Muguruza Carla Suárez Navarro (8) | 2-1          | 4-2      | 35-29     |
| 2.  | Chan Hao-ching Chan Yung-jan (3)          | 2-1          | 4-2      | 34-27     |
| 3.  | Caroline Garcia Katarina Srebotnik (5)    | 1-2          | 2-4      | 17-26     |
| 4.  | Bethanie Mattek-Sands Lucie Šafářová (2)  | 1-2          | 2-4      | 17-21     |

## Rising Stars Invitational

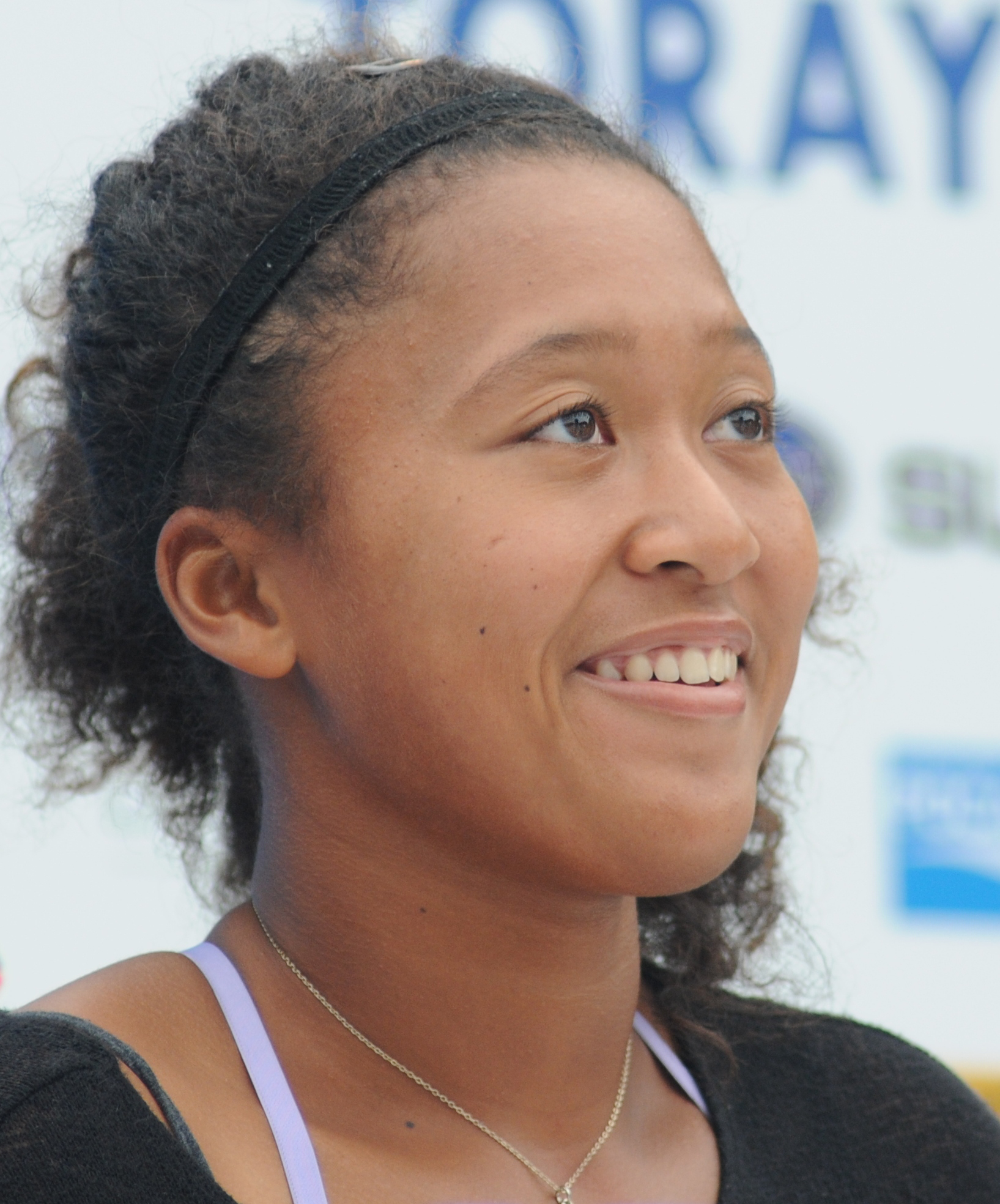
De winnares van het Rising Stars Invitational-toernooi, Naomi Osaka

Dit toernooi tussen vier veelbelovende speelsters werd dit jaar voor de tweede keer gehouden. De keuze van twee speelsters uit Azië en twee speelsters van buiten Azië was door middel van een publieksverkiezing vastgesteld.
Na een groepsfase (met één groep) op 22–24 oktober volgde op zondag 25 oktober 2015 de finale tussen de beste twee. Er werd om korte sets gespeeld: tot vier games in plaats van zes.

### Deelnemende speelsters
| Nr. | Speelster       | WTA-rank | Resultaat  |
| --- | --------------- | -------- | ---------- |
| 1.  | Caroline Garcia | 35       | finale     |
| 2.  | Zhu Lin         | 161      | groepsfase |
| 3.  | Ons Jabeur      | 172      | groepsfase |
| 4.  | Naomi Osaka     | 202      | winnares   |

### Finale
| Finale |                 |   |   |   |
|        |                 |   |   |   |
| 1      | Caroline Garcia | 5 | 4 | 1 |
| 4      | Naomi Osaka     | 3 | 5 | 4 |

### Groepswedstrijden

#### Resultaten
| wedstrijd           | wedstrijd | wedstrijd       | score         |
| ------------------- | --------- | --------------- | ------------- |
| Caroline Garcia (1) | –         | Naomi Osaka (4) | 4-1, 1-4, 4-1 |
| Zhu Lin (2)         | –         | Ons Jabeur (3)  | 4-1, 4-2      |
| Caroline Garcia (1) | –         | Zhu Lin (2)     | 5-3, 5-4      |
| Ons Jabeur (3)      | –         | Naomi Osaka (4) | 2-4, 5-4, 4-1 |
| Caroline Garcia (1) | –         | Ons Jabeur (3)  | 4-0, 4-5, 4-2 |
| Naomi Osaka (4)     | –         | Zhu Lin (2)     | 4-2, 2-4, 5-4 |

#### Klassement
| nr. | speelster           | partijen w-v | sets w-v | games w-v |
| --- | ------------------- | ------------ | -------- | --------- |
| 1.  | Caroline Garcia (1) | 3-0          | 6-2      | 31-20     |
| 2.  | Naomi Osaka (4)     | 1-2          | 4-5      | 26-30     |
| 3.  | Zhu Lin (2)         | 1-2          | 3-4      | 25-24     |
| 4.  | Ons Jabeur (3)      | 1-2          | 3-5      | 21-29     |

## Legends Classic
De vier deelnemende senioren troffen elkaar in een fantasierijke 'competitie' bestaande uit drie dubbelspelpartijen, gespeeld op dinsdag 27 tot en met donderdag 29 oktober. Ieder speelde eenmaal samen met ieder ander. De eerste partij bestond uit één set (tot acht in plaats van zes games), de tweede uit drie sets die tot vier gingen, en de laatste besloeg twee sets tot vier. Een telling van het aantal gewonnen games gaf de uitslag. Martina Navrátilová werd uitgeroepen tot winnares.

##### Resultaten
| wedstrijd                                   | wedstrijd | wedstrijd                              | score         |
| ------------------------------------------- | --------- | -------------------------------------- | ------------- |
| Tracy Austin Arantxa Sánchez Vicario        | –         | Marion Bartoli Martina Navrátilová     | 8-5           |
| Martina Navrátilová Arantxa Sánchez Vicario | –         | Tracy Austin Marion Bartoli            | 4-2, 4-0, 4-0 |
| Tracy Austin Martina Navrátilová            | –         | Marion Bartoli Arantxa Sánchez Vicario | 4-2, 4-1      |

##### Klassement
| nr. | speelster               | partijen w-v | sets w-v | games w-v |
| --- | ----------------------- | ------------ | -------- | --------- |
| 1.  | Martina Navrátilová     | 2-1          | 5-1      | 25-13     |
| 2.  | Arantxa Sánchez Vicario | 2-1          | 4-2      | 23-15     |
| 3.  | Tracy Austin            | 2-1          | 3-3      | 18-20     |
| 4.  | Marion Bartoli          | 0-3          | 0-6      | 10-28     |